# Sibusiso Vilakazi
Sibusiso Vilakazi (Soweto, Sudáfrica, 29 de diciembre de 1989) es un futbolista de Sudáfrica que juega en la posición de mediapunta con el Sekhukhune United FC de la premier Soccer League.

## Carrera

### Club
| Periodo   | Club                 |
| --------- | -------------------- |
| 2009-2016 | Bidvest Wits         |
| 2016-2022 | Mamelodi Sundowns    |
| 2022–2023 | TS Galaxy            |
| 2023–     | Sekhukhune United FC |

### Selección nacional
Vilakazi debutó con Sudáfrica el 12 de octubre de 2013 en el empate 1–1 ante Marruecos en el Adrar Stadium, sus dos primeros goles a nivel internacional fueron el 5 de septiembre de 2014 en la victoria por 3-0 ante Sudán en Omdurmán en la clasificación para la Copa Africana de Naciones de 2015.
Su último partido internacional lo jugó el 1 de julio de 2019, registró 34 partidos internacionales donde anotó cinco goles; además de dos apariciones en la Copa Africana de Naciones.
| #  | Fecha     | Sede                                                | Rival        | Marcador | Resultado | Torneo                                                  |
| -- | --------- | --------------------------------------------------- | ------------ | -------- | --------- | ------------------------------------------------------- |
| 1. | 5-9-2014  | Al-Merrikh Stadium, Omdurman, Sudán                 | Sudán        | 1–0      | 3–0       | Clasificación para la Copa Africana de Naciones de 2015 |
| 2. | 5-9-2014  | Al-Merrikh Stadium, Omdurman, Sudán                 | Sudán        | 2–0      | 3–0       | Clasificación para la Copa Africana de Naciones de 2015 |
| 3. | 10-1-2015 | Stade d'Angondjé, Libreville, Gabón                 | Camerún      | 1–1      | 1–1       | Amistoso                                                |
| 4. | 14-1-2015 | Stade Augustin Monédan de Sibang, Libreville, Gabón | Malí         | 2–0      | 3–0       | Amistoso                                                |
| 5. | 7-10-2017 | FNB Stadium, Johannesburg, Sudáfrica                | Burkina Faso | 3–0      | 3–1       | Clasificación para la Copa Mundial de Fútbol de 2018    |

## Logros
- Premier Soccer League: 2017–18, 2018-19, 2019-20, 2020-21, 2021-22
- Copa Nedbank: 2009-10, 2019-20, 2021-22
- Telkom Knockout: 2019
- MTN 8: 2021
- Liga de Campeones de la CAF: 2016
- Supercopa de la CAF: 2017